# Friedrich Hermanni
Friedrich Hermanni (* 23. Juni 1958 in Schwelm) ist Theologe und Philosoph. Von 2006 bis 2025 war er Professor für Systematische Theologie an der Eberhard Karls Universität Tübingen.

## Leben
Friedrich Hermanni studierte Evangelische Theologie und Philosophie in Wuppertal, Tübingen, München und Bochum. Zwischen 1984 und 1986 war er als Vikar in Herne-Sodingen und Recklinghausen tätig, bevor er Studienleiter an der Evangelischen Akademie Iserlohn wurde.
Von 1989 an war Hermanni wissenschaftlicher Mitarbeiter am Institut für Philosophie der Ruhruniversität Bochum. 1993 promovierte Hermanni über Die letzte Entlastung – Vollendung und Scheitern des abendländischen Theodizeeprojektes in Schellings Philosophie. Von 1993 bis 2000 war er Wissenschaftlicher Assistent am Forschungsinstitut für Philosophie Hannover.
Hermanni habilitierte sich mit der Arbeit Das Böse und die Theodizee an der Kirchlichen Hochschule Bethel, hielt am 30. Oktober 2001 dort seine Antrittsvorlesung unter dem Titel Der ontologische Gottesbeweis und lehrte dort bis 2006 Systematische Theologie. Währenddessen war er auch Dozent für Ethik an der Fachhochschule Südwestfalen. Außerdem nahm er zu dieser Zeit mehrere Lehrstuhlvertretungen wahr.
Seit 2007 war er außerdem noch kooptiert an der Fakultät für Philosophie und Geschichte (seit 1. Oktober 2010: Philosophische Fakultät) der Universität Tübingen.
Seit Januar 2012 ist Hermanni Mitglied des Hochschulrates der Katholischen Universität Eichstätt-Ingolstadt.

## Publikationen
- Die letzte Entlastung. Vollendung und Scheitern des abendländischen Theodizeeprojektes in Schellings Philosophie, Wien (1994)
- Die Wirklichkeit des Bösen: systematisch-theologische und philosophische Annäherungen, München (1998)
- Philosophische Orientierung (1999; hrsg. gemeinsam mit Willi Oelmüller, Volker Steenblock)
- Der leidende Gott. Eine philosophische und theologische Kritik (2001; hrsg. gemeinsam mit Peter Koslowski)
- Das Böse und die Theodizee. Eine philosophisch-theologische Grundlegung (2002; = Habil.)
- Leibniz und die Gegenwart (2002; hrsg. gemeinsam mit Herbert Breger)
- Der freie und der unfreie Wille (2004; hrsg. gemeinsam mit Peter Koslowski)
- „Alle Persönlichkeit ruht auf einem dunklen Grunde“. Schellings Philosophie der Personalität (2004; hrsgg. gemeinsam mit Thomas Buchheim)
- Das Leib-Seele-Problem (Juni 2006; hrsg. gemeinsam mit Thomas Buchheim)
- Metaphysik. Versuche über letzte Fragen (2011)
- Festschrift: Gott und Denken. Zeitgenössische und klassische Positionen zu zentralen Fragen ihrer Verhältnisbestimmung. Für Friedrich Hermanni zum 60. Geburtstag (2020; Hrsg.: Christian König und Burkhard Nonnenmacher)